# Erythemis peruviana
Erythemis peruviana är en trollsländeart som först beskrevs av Jules Pièrre Rambur 1842.  Erythemis peruviana ingår i släktet Erythemis och familjen segeltrollsländor. Inga underarter finns listade i Catalogue of Life.

## Bildgalleri

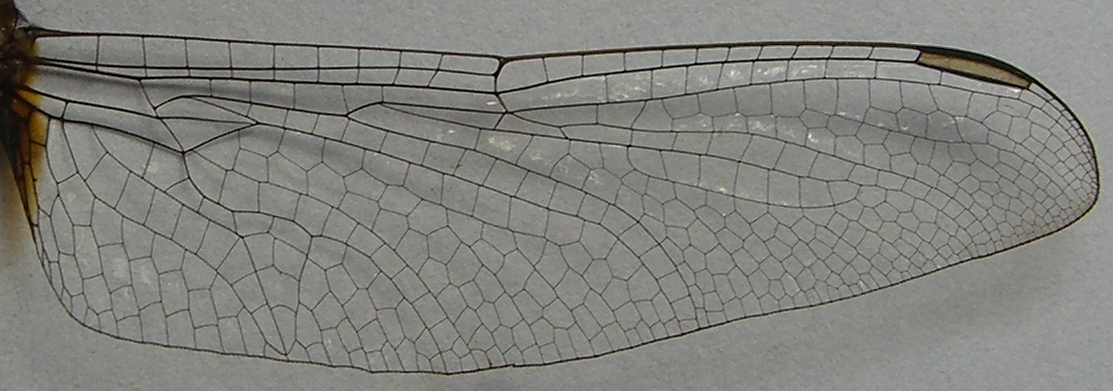